# صادق صفایی
صادق صفایی (زاده ۲۶ آبان ۱۳۴۰ در طبس – درگذشته ۵ شهریور ۱۴۰۰ در تهران) کارگردان و بازیگر سینما، تئاتر و همچنین عضو هیئت علمی دپارتمان نمایش دانشکده هنرهای نمایشی و موسیقی دانشگاه تهران بود. او دو بار در جشنواره فیلم فجر برای بازیگری جایزه دریافت کرد.

## تحصیلات
صادق صفایی از دوران تحصیل گرایش شدیدی به هنر نمایش داشت. اما پس از گرفتن دیپلم متوسطه به‌علت تعطیلی دانشگاه هنر در دوران انقلاب فرهنگی به مرکز تربیت معلم رفت و در سال ۱۳۶۲ از آنجا فارغ‌التحصیل شد. به دلیل علاقه فراوان به هنر، یکسال بعد با شرکت و قبولی در کنکور سراسری به دانشکدهٔ هنرهای زیبای دانشگاه تهران راه یافت و در سال ۱۳۶۸ در رشته کارگردانی تئاتر فارغ‌التحصیل شد.
او در مسیر ادامه تحصیلات به دانشکده هنر و معماری دانشگاه تربیت مدرس رفت و در سال ۱۳۷۳ موفق به دریافت مدرک کارشناسی ارشد در رشته کارگردانی و بازیگری شد.

## تدریس
صادق صفایی نزدیک به سی سال سابقه آموزش در مراکز علمی و هنری گوناگون را داشت. برای نمونه می‌توان از دانشگاه سوره، دانشکده هنر دانشگاه آزاد تهران، مرکز آموزش حوزه هنری سازمان تبلیغات اسلامی، مؤسسه آموزش عالی سوره اصفهان و دانشگاه آزاد اراک نام برد.
وی در سال ۱۳۷۹ رسماً به عضویت هیئت علمی دپارتمان نمایش دانشکده هنرهای نمایشی و موسیقی دانشگاه تهران درآمد و به آموزش در آنجا مشغول شد. صفایی در سال ۱۳۸۲ به عنوان استاد مهمان به دانشگاه ایالتی وارونژ روسیه دعوت شد و یکسال در آنجا تدریس کرد.

## درگذشت
صادق صفایی در غروب چهارم شهریورماه سال ۱۴۰۰خورشیدی در سن ۵۹ سالگی بر اثر ایست قلبی درگذشت.

## گزیده فعالیت‌های هنری

### سینمایی(بازیگر)
| فیلم                | کارگردان           | سال  |
| ------------------- | ------------------ | ---- |
| فردا                | مهدی پاکدل         | ۱۳۹۲ |
| من و زیبا           | فریدون حسن‌پور      | ۱۳۹۱ |
| نیلوفر              | سابین ژمایل        | ۱۳۸۷ |
| وقتی همه خواب بودند | فریدون حسن‌پور      | ۱۳۸۴ |
| خوابگاه دختران      | محمدحسین لطیفی     | ۱۳۸۲ |
| سفر سرخ             | حمید فرخ‌نژاد       | ۱۳۷۹ |
| آژانس شیشه‌ای        | ابراهیم حاتمی‌کیا   | ۱۳۷۶ |
| قاعده بازی          | عبدالرضا نواب صفوی | ۱۳۷۶ |
| از کرخه تا راین     | ابراهیم حاتمی‌کیا   | ۱۳۷۱ |
| تمام وسوسه‌های زمین  | حمید سمندریان      | ۱۳۶۸ |

### تلویزیون، فیلم کوتاه(بازیگر)
| توضیح      | نام              | کارگردان           | سال  |
| ---------- | ---------------- | ------------------ | ---- |
| تله فیلم   | دوستان خوب       | فریدون حسن‌پور      | ۱۳۹۰ |
| سریال      | از یاد رفته      | فریدون حسن‌پور      | ۱۳۸۹ |
| فیلم کوتاه | یک روز قشنگ برفی | ماهایا پطروسیان    | ۱۳۸۸ |
| سریال      | این راهش نیست    | نوید میهن‌دوست      | ۱۳۸۲ |
| فیلم کوتاه | خاک پوک          | حسین قناعت         | ۱۳۸۰ |
| سریال      | هفت سنگ          | عبدالرضا نواب صفوی | ۱۳۷۷ |

### تئاتر(بازیگر)
| نام                             | نویسنده          | کارگردان         | سال اجرا |
| ------------------------------- | ---------------- | ---------------- | -------- |
| باران اگر بخواهد                | نادر برهانی مرند | آرش آبسالان      | ۱۳۷۶     |
| پریشان در باد (نمایش عروسکی)    | فرشاد فرشته حکمت | فرشاد فرشته حکمت | ۱۳۷۳     |
| دایره گچی قفقازی                | برتولت برشت      | حمید سمندریان    | ۱۳۶۷     |
| مرغ دریایی                      | آنتون چخوف       | هما روستا        | ۱۳۶۷     |
| شبانه                           | فیاض موسوی       | علی حجازی        | ۱۳۶۶     |
| در انتظار کسی که مثل هیچ‌کس نیست | فیاض موسوی       | فیاض موسوی       | ۱۳۶۵     |
| تاریکی‌های سرکش                  | نادر برهانی مرند | مهین اسکوئی      | ۱۳۶۵     |
| آسه آسه‌های اعماق سیاه           | لنگستون هیوز     | محمود ابراهیمی   | ۱۳۶۴     |
| آنجا که ماهی‌ها سنگ می‌شوند       | خسرو حکیم رابط   | رضا ذوالفقاری    | ۱۳۵۸     |

### تئاتر(نویسنده و کارگردان)
- کارگردانی و بازنویسی نمایشنامه الکترا اثرسوفوکلس، به صورت شعر و بحرطویل، تحت عنوان "همچون انتظار الکترا" سالن اصلی تالار مولوی (۱۳۸۹)[۵]
- کارگردانی و اجرای پرفورمنس "جاده دردست تعمیر است" (۱۳۸۱)
- کارگردانی و بازنویسی نمایشنامه "در جامه مردگان " نوشته: هوشنگ هیهاوند، تالار مولوی (۱۳۷۴)[۶]
- کارگردانی نمایش " مرگ " نوشته: وودی آلن تالار مولوی و تئاتر شهر (۱۳۶۹)
- نویسندگی و کارگردانی نمایش "و اینک زن! " تئاتر شهر(۱۳۶۷)
- نویسندگی و کارگردانی نمایش "پلیکان سبز" تالار مولوی (۱۳۶۴)

## جوایز
- دیپلم افتخار و جایزه ویژه هیئت داوران برای بازیگری در فیلم سفر سرخ در بیست ونهمین دوره جشنواره بین‌المللی فیلم فجر (۱۳۸۹)[۷]
- جایزه برترین نویسنده برای نمایشنامه، جهنم دره در سومین دوره جایزهٔ ادبیات نمایشی ایران :(۱۳۸۸)[۸]
- دیپلم افتخار، بهترین بازیگر نقش مکمل مرد برای فیلم از کرخه تا راین در یازدهمین دوره جشنواره بین‌المللی فیلم فجر (۱۳۷۱)[۹]